# Bukit Linus
Bukit Linus är ett berg i Indonesien.   Det ligger i provinsen Aceh, i den västra delen av landet, 1 600 km nordväst om huvudstaden Jakarta. Toppen på Bukit Linus är 1 067 meter över havet.
Terrängen runt Bukit Linus är bergig åt nordost, men åt sydväst är den kuperad. Runt Bukit Linus är det glesbefolkat, med 13 invånare per kvadratkilometer. I omgivningarna runt Bukit Linus växer i huvudsak städsegrön lövskog.